# Kelvin-Nationalpark
Der Kelvin-Nationalpark (englisch Kelvin National Park) ist ein nur 37,9 Hektar großer Nationalpark in Queensland, Australien. Ein deutlich größerer Teil im Norden und Süden des Nationalparks hat lediglich den Schutzstatus Forest Reserve.

## Lage
Der Park liegt in der Region Mackay etwa 760 Kilometer nordwestlich von Brisbane und 47 Kilometer südlich von Mackay. Die nächstgelegene Stadt ist Sarina. Von hier passiert man auf dem Bruce Highway Richtung Süden nach etwa 15 Kilometern den Nationalpark. Dort gibt es keine Straßen, Wanderwege oder sonstige Besuchereinrichtungen.
In der Nachbarschaft befinden sich die Nationalparks Homevale, Cape Palmerston, West Hill und Dipperu.

## Geländeformen
Der Kelvin-Nationalpark liegt in der bis zu 620 Meter hohen Hügelkette Connors Range, die sich aus der Küstenebene erhebt. Sie bildet eine natürliche Verbindung zwischen der höheren landeinwärts gelegenen Sarina Range und der küstennahen Tiefebene.

## Flora
Die Vegetation besteht hauptsächlich aus tropischem Regenwald, in der zahlreiche schützenswerte Pflanzen heimisch sind, wie etwa Senna sulfurea aus der Gattung Senna, Alangium villosum aus der Familie der Hartriegelgewächse und Jasminum didymum aus der Gattung Jasminum.